# Dicranomyia (Dicranomyia) vaccha
Dicranomyia (Dicranomyia) vaccha is een tweevleugelige uit de familie steltmuggen (Limoniidae). De soort komt voor in het Oriëntaals gebied.